# Klimax (Sprache)
Die Klimax ist ein rhetorisches Stilmittel (altgriechisch κλίμαξ klimax ,Treppe‘ oder ,Leiter‘) und besteht aus einer stufenartigen Steigerung von Ausdrücken, d. h. aus einem Übergang vom weniger Bedeutsamen zum Bedeutsamen, vom weniger Ausgeprägten zum Ausgeprägten, wodurch die Gesamtaussage erheblich verstärkt wird (meist dreigliedrige Steigerung).
Beispiele:
- „Er sei mein Freund, mein Engel, mein Gott“ (Die Räuber – Friedrich Schiller)
- „Er weint, er ist bezwungen, er ist unser!“ (Die Jungfrau von Orléans – Friedrich Schiller)
- „Das ist schlecht; die Welt wird schlecht, sehr schlecht!“ (Woyzeck – Georg Büchner)
- „Heute back’ ich, morgen brau’ ich, übermorgen hol’ ich der Königin ihr Kind“ (Rumpelstilzchen – Brüder Grimm)
- „Veni, vidi, vici.“ – (Ich kam, sah und siegte.) Brief Caesars an Gaius Matius
- „Tak bylo, tak jest i tak budet wsegda!“ – (Das war so, das ist so und das wird immer so sein.) Letzter Vers der 3. Strophe der russischen Nationalhymne

Im Gegensatz dazu steht die Antiklimax, bei der ein Ausdruck stufenweise abgeschwächt wird:
- „Um den Papst zirkulieren die Kardinäle. Und um die Kardinäle zirkulieren die Bischöfe. Und um die Bischöfe zirkulieren die Sekretäre.“ (Leben des Galilei – Bertolt Brecht)
- „Urahne, Großmutter, Mutter und Kind“ (Das Gewitter – Gustav Schwab)

Eine besondere, meist humoristische Form der Antiklimax ist das Bathos.
Mitunter werden beide Stilmittel unter dem Begriff Gradation zusammengefasst, der sowohl die steigernde als auch die abschwächende Abstufung von Ausdrücken bezeichnet.

## Hintergrundinformationen
- Beispielvideo zur Anwendung der Klimax und Antiklimax